# Al-Bataeh Club
L'Al Bataeh Sports & Cultural Club è una polisportiva di Al Bataeh, piccola città dell'Emirato di Sharja che milita nella UAE Arabian Gulf League.
Il club gioca le sue partite casalinghe al Al Bataeh Stadium che può ospitare fino ad un massimo di 2.000 spettatori a sedere .

## Storia
Il Al Bataeh Sports & Cultural Club viene fondato nel 2012 nella città di Al Bataeh. Nella stagione 2019-2020 ottiene la licenza per partecipare alla UAE Division 1, prende parte quindi per la prima volta alla competizione nella stessa stagione, che verrà poi annullata a causa della Pandemia da Covid-19, con la squadra al terzo posto in classifica.
Partecipa nuovamente alla competizione nella stagione 2020-2021, scegliendo inizialmente come allenatore l'italiano Giovanni Tedesco,che però dopo poco più di due mesi e senza nessuna partita disputata rescinde tuttavia il contratto con la compagine emiratina. La squadra termina nuovamente la stagione al terzo posto, ad un passo dalla promozione.
Nell'estate 2021 la dirigenza annuncia che una campagna di rafforzamento dello staff tecnico e della squadra per puntare alla promozione: viene nominato allenatore il tunisino Tarek Hadhiri e vengono ingaggiati vari giocatori di livello, tra cui il brasiliano Rodrigo Souza Silva. La squadra lotta per la promozione per tutta la stagione, riesce nell'obbiettivo all'ultima giornata vincendo per 4-2 contro l'Al Hamriyah, concludendo la stagione al secondo posto. Questo risultato vale al club la prima, storica, promozione in UAE Arabian Gulf League 2022-2023. Al termine della stagione, grazie al pareggio ottenuto all'ultima giornata, la matricola mantiene la categoria.

## Cronistoria

### Partecipazione ai campionati
| Livello | Categoria          | Partecipazioni | Debutto   | Ultima stagione |
| ------- | ------------------ | -------------- | --------- | --------------- |
| 1°      | UAE Pro League     | 3              | 2022-2023 | 2024-2025       |
| 2°      | UAE First Division | 3              | 2019-2020 | 2021-2022       |

## Rosa 2024-2025
Aggiornata al 26 agosto 2024
| N. |                                | Ruolo | Calciatore                                       |
| -- | ------------------------------ | ----- | ------------------------------------------------ |
| 1  | Emirati Arabi Uniti (bandiera) | P     | Mohamed Juma                                     |
| 3  | Costa d'Avorio (bandiera)      | C     | Ulrich Meleke                                    |
| 5  | Brasile (bandiera)             | C     | Neto                                             |
| 6  | Emirati Arabi Uniti (bandiera) | D     | Mohamed Ahmed                                    |
| 7  | Emirati Arabi Uniti (bandiera) | A     | Mohammed Al-Hammadi                              |
| 8  | Uzbekistan (bandiera)          | C     | Azizjon Ganiev                                   |
| 9  | Emirati Arabi Uniti (bandiera) | A     | Álvaro                                           |
| 10 | Brasile (bandiera)             | A     | Paulinho                                         |
| 11 | Emirati Arabi Uniti (bandiera) | A     | Ahmed Khalil                                     |
| 13 | Emirati Arabi Uniti (bandiera) | P     | Darwish Bin Habib (in prestisto dall'Al-Sharjah) |
| 14 | Emirati Arabi Uniti (bandiera) | C     | Hamad Al-Balochi                                 |
| 18 | Emirati Arabi Uniti (bandiera) | D     | Eisa Ahmed                                       |
| 19 | Emirati Arabi Uniti (bandiera) | D     | Ahmed Al-Zeyoudi                                 |
| 20 | Croazia (bandiera)             | C     | Ivan Šaranić                                     |
| 22 | Brasile (bandiera)             | C     | Ivonei                                           |
| 23 | Capo Verde (bandiera)          | D     | Diney                                            |

| N. |                                | Ruolo | Calciatore       |
| -- | ------------------------------ | ----- | ---------------- |
| 24 | Emirati Arabi Uniti (bandiera) | D     | Rashed Abdulla   |
| 26 | Emirati Arabi Uniti (bandiera) | D     | Abdulaziz Haikal |
| 28 | Emirati Arabi Uniti (bandiera) | A     | Abdallah Saleh   |
| 29 | Camerun (bandiera)             | A     | Anatole Abang    |
| 30 | Emirati Arabi Uniti (bandiera) | C     | Mohammed Jumaa   |
| 31 | Emirati Arabi Uniti (bandiera) | C     | Saud Khalil      |
| 32 | Brasile (bandiera)             | C     | Weberty Silva    |
| 34 | Brasile (bandiera)             | D     | Rafael Pereira   |
| 37 | Emirati Arabi Uniti (bandiera) | D     | Rashed Muhayer   |
| 44 | Emirati Arabi Uniti (bandiera) | P     | Ibrahim Essa     |
| 45 | Emirati Arabi Uniti (bandiera) | D     | Saeed Juma       |
| 55 | Emirati Arabi Uniti (bandiera) | P     | Ahmed Sulaiman   |
| 62 | Emirati Arabi Uniti (bandiera) | D     | Ahmed Al Ali     |
| 94 | Argentina (bandiera)           | A     | Nicolas Clemente |
| 96 | Emirati Arabi Uniti (bandiera) | C     | Marwan Fahad     |
|    | Argentina (bandiera)           | C     | Nahuel Melgarejo |

### Staff Tecnico
| Posizione            | Nome                                       |
| -------------------- | ------------------------------------------ |
| Allenatore           | Farhad Majidi                              |
| Assistenti           | Gabriele Pin Farzad Majidi Saleh Mostafavi |
| Preparatore portieri | Saoud Al-Hosani                            |
| Preparatore atletico | Alireza Rabbani                            |
| Match analyst        | Mahmood Al-Hashmi                          |
| Direttore sportivo   | Hussein Yasser                             |

## Allenatori
* Ha svolto il ruolo di traghettatore.
| Nome             | Naz.                           | Dal           | Al            | Note  |
| ---------------- | ------------------------------ | ------------- | ------------- | ----- |
| Tareq Al Sayed   | Egitto (bandiera)              | Ottobre 2019  | Giugno 2020   |       |
| Giovanni Tedesco | Italia (bandiera)              | Ottobre 2020  | Novembre 2020 | [ 4 ] |
| Saeed Shakhit*   | Marocco (bandiera)             | Novembre 2020 | Novembre 2020 |       |
| Noureddine Abidi | Tunisia (bandiera)             | Novembre 2020 | Febbraio 2021 | [ 5 ] |
| Abdullah Mesfer  | Emirati Arabi Uniti (bandiera) | Marzo 2021    | Maggio 2021   | [ 6 ] |
| Tarek Hadhiri    | Tunisia (bandiera)             | Maggio 2021   | Maggio 2022   | [ 7 ] |
| Caio Zanardi     | Brasile (bandiera)             | Maggio 2022   | Novembre 2022 |       |
| Saeed Shakhit*   | Marocco (bandiera)             | Novembre 2022 | Maggio 2023   |       |
| Mirel Rădoi      | Romania (bandiera)             | Maggio 2023   | Dicembre 2023 |       |
| Goran Tomić      | Croazia (bandiera)             | Gennaio 2024  | Gennaio 2025  | [ 8 ] |
| Farhad Majidi    | Iran (bandiera)                | Gennaio 2025  | Presente      | [ 8 ] |